# Elmdale (Kansas)
Elmdale és una població dels Estats Units a l'estat de Kansas. Segons el cens del 2000 tenia 50 habitants.

## Demografia
Segons el cens del 2000, Elmdale tenia 50 habitants, 25 habitatges, i 11 famílies. La densitat de població era de 113,6 habitants/km².
Dels 25 habitatges en un 20% hi vivien nens de menys de 18 anys, en un 40% hi vivien parelles casades, en un 0% dones solteres, i en un 56% no eren unitats familiars. En el 48% dels habitatges hi vivien persones soles el 20% de les quals corresponia a persones de 65 anys o més que vivien soles. El nombre mitjà de persones vivint en cada habitatge era de 2 i el nombre mitjà de persones que vivien en cada família era de 2,91.
Per edats la població es repartia de la següent manera: un 20% tenia menys de 18 anys, un 6% entre 18 i 24, un 22% entre 25 i 44, un 34% de 45 a 60 i un 18% 65 anys o més.
L'edat mediana era de 47 anys. Per cada 100 dones de 18 o més anys hi havia 81,8 homes.
La renda mediana per habitatge era de 21.250 $ i la renda mediana per família de 22.250 $. Els homes tenien una renda mediana de 22.917 $ mentre que les dones 12.083 $. La renda per capita de la població era de 13.083 $. Cap de les famílies i el 19,2% de la població estaven per davall del llindar de pobresa.

## Poblacions més properes
El següent diagrama mostra les poblacions més properes.